# E4 (studentgruppering)
E4 var ett samarbete vid Sveriges Förenade Studentkårer mellan studentkårer utmed E4. Grupperingen löstes upp någon gång under tidigt 2010-tal.

## Medlemskårer
- Jönköpings studentkår
- Mälardalens studentkår
- Södertörns högskolas studentkår (SöderS)
- Studentkåren Malmö lämnade 2007 SFS och grupperingen E4.

## Mandat
- 2009: 20 (10%)
- 2008: 19 (9,5%)
- 2007: 25 (13%)